# Christoph Purtscheller

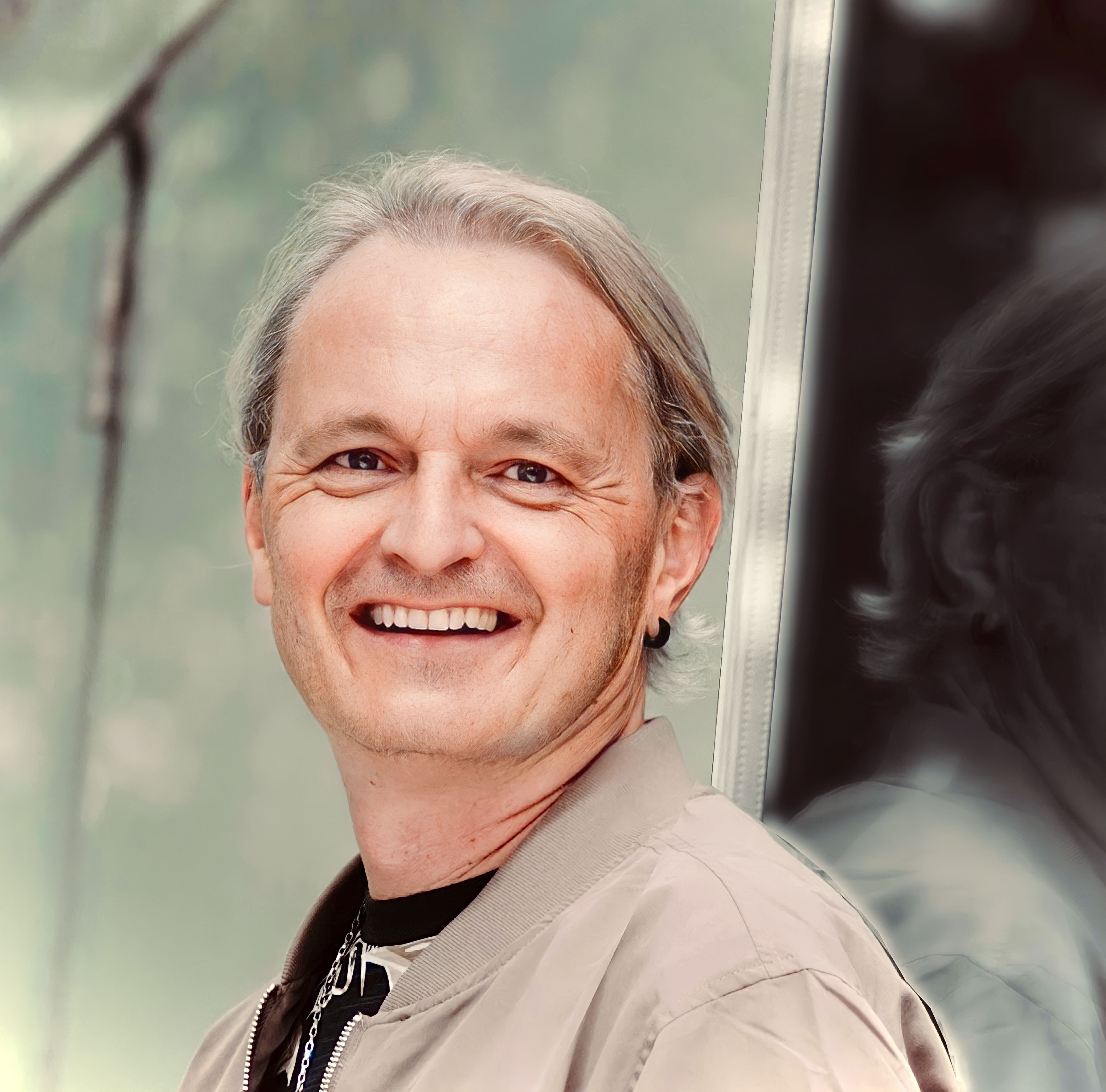
Christoph Purtscheller (2023)

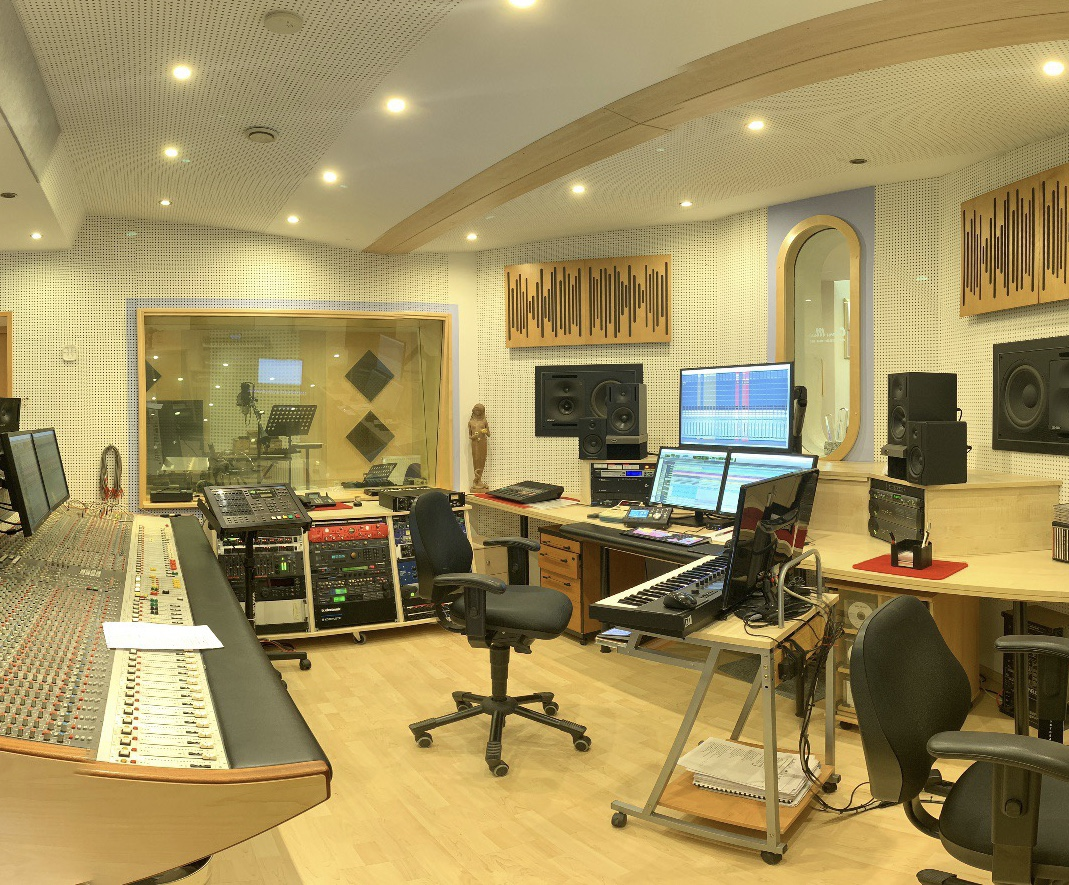
(chorus-music Tonstudio)

Christoph Purtscheller (* 23. Jänner 1973 in Innsbruck) ist ein österreichischer Komponist, Textdichter, volkstümlicher und Schlagersänger, Musiker, Produzent und Musikverleger.

## Leben
Christoph Purtscheller ist seit 1993 beim Alpentrio Tirol Keyboarder, Akkordeonist und Arrangeur.
Von 1999 bis 1993 besuchte er das Tiroler Landeskonservatorium mit dem Hauptfach Akkordeon in  Innsbruck. Seit 2011 bildet er gemeinsam mit Mario Wolf, den Lead-Sänger vom Alpentrio Tirol, das Schlager-Duo Mario & Christoph.
Christoph Purtscheller produzierte, komponierte und textete  zahlreiche volkstümliche Schlagertitel, z. B. den Grand-Prix-Siegertitel I hab di gern für Belsy und Florian Fesl, weiters für Die Amigos, Kastelruther Spatzen, Die Flippers, Alpentrio Tirol, Calimeros, Sigrid & Marina, Marc Pircher, Die Schlagerpiloten, Oswald Sattler, Monika Martin, Alexander Rier, Daniela Alfinito, Edlseer, Die jungen Zillertaler, Zillertaler Haderlumpen, Brugger Buam,  Die Vaiolets, Freddy Pfister Band, Olaf der Flipper. Er lebt in Schönberg im Stubaital.
Hier ist auch der Sitz der eigenen Produktionsfirma, Tonstudio und Musikverlag chorus-music Purtscheller-Wolf OG.
In Schönberg im Stubaital betreibt Christoph Purtscheller auch Ferienwohnungen mit dem Namen Musi Appartements.